# Нетро
Нетро (італ. Netro, п'єм. Netro) — муніципалітет в Італії, у регіоні П'ємонт,  провінція Б'єлла.
Нетро розташоване на відстані близько 550 км на північний захід від Рима, 60 км на північ від Турина, 9 км на захід від Б'єлли.
Населення — 1027 осіб (2014).

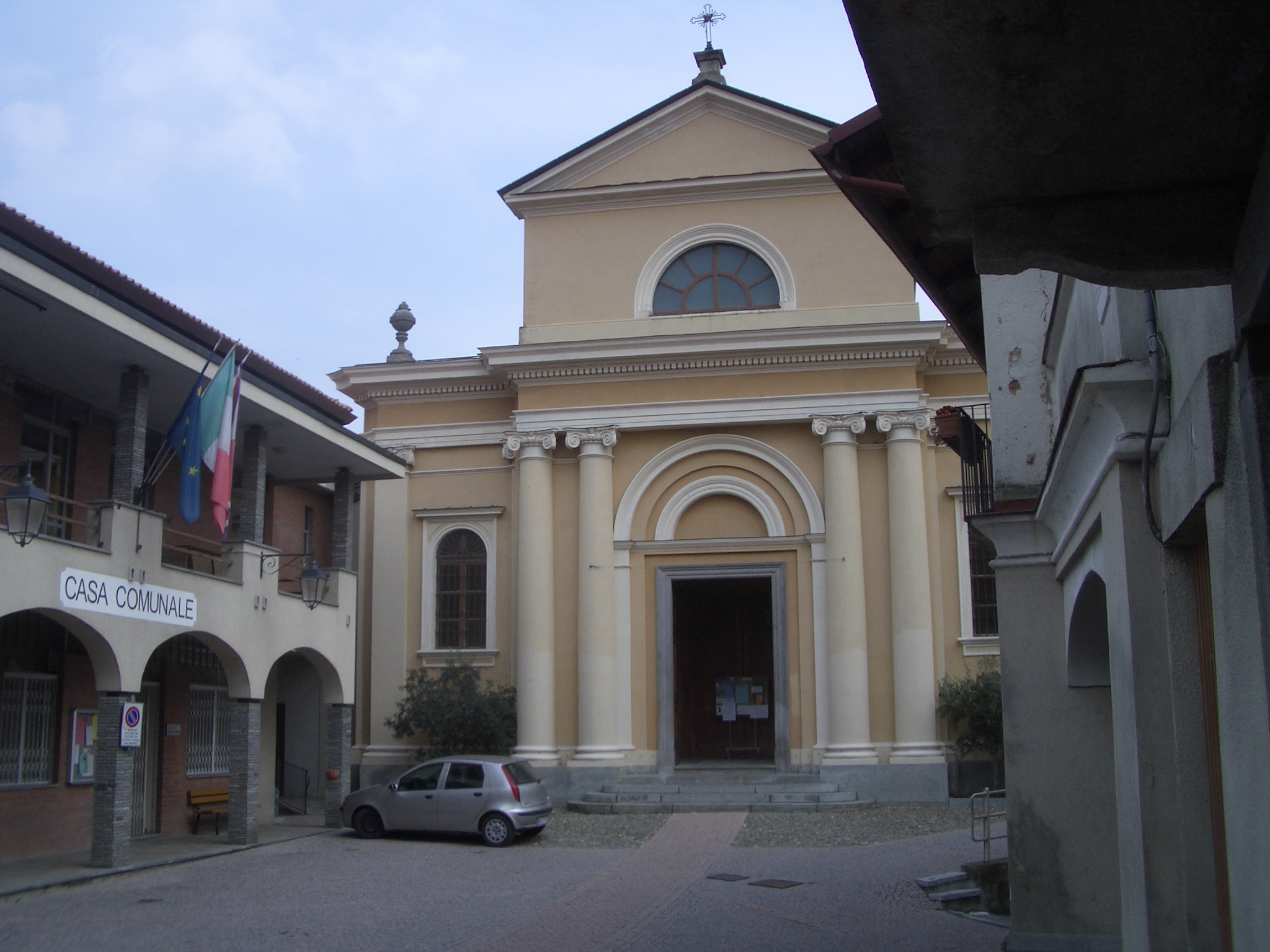

Щорічний фестиваль відбувається 15 серпня. Покровитель — Santa Maria.

## Демографія
Населення за роками:

Станом на 1 січня 2023 року в муніципалітеті офіційно проживало 45 іноземців з 12 країн, серед них 19 громадян країн Євросоюзу.

## Сусідні муніципалітети
- Донато
- Гралья
- Монграндо